# Eleições parlamentares europeias de 2014 (Grécia)
As eleições parlamentares europeias de 2014 foram realizadas a 25 de Maio  e, serviram para eleger os 21 deputados do país para o Parlamento Europeu. 
Os resultados deram a vitória ao SYRIZA, facto considerado histórico, visto que, era a primeira vez que um partido à esquerda da social-democracia vencia umas eleições na Grécia .

## Resultados Nacionais
| Partido                 | Partido                           | Votos     | %               | +/-   | Deputados | +/-     |
| ----------------------- | --------------------------------- | --------- | --------------- | ----- | --------- | ------- |
|                         | SYRIZA                            | 1 518 608 | 26,57 / 100,00  | 21,87 | 6 / 21    | 5       |
|                         | Nova Democracia                   | 1 298 713 | 22,72 / 100,00  | 9,57  | 5 / 21    | 3       |
|                         | Aurora Dourada                    | 536 910   | 9,39 / 100,00   | 8,93  | 3 / 21    | 3       |
|                         | Movimento Socialista Pan-helénico | 458 403   | 8,02 / 100,00   | 28,62 | 2 / 21    | 6       |
|                         | O Rio                             | 377 438   | 6,60 / 100,00   | Novo  | 2 / 21    | Novo    |
|                         | Partido Comunista da Grécia       | 349 255   | 6,11 / 100,00   | 2,24  | 2 / 21    | Estável |
|                         | Gregos Independentes              | 197 701   | 3,46 / 100,00   | Novo  | 1 / 21    | Novo    |
|                         | Concentração Popular Ortodoxa     | 154 027   | 2,69 / 100,00   | 4,45  | 0 / 21    | 2       |
|                         | Cidadãos Europeus Gregos          | 82 350    | 1,40 / 100,00   | Novo  | 0 / 21    | Novo    |
|                         | Esquerda Democrática              | 68 873    | 1,20 / 100,00   | Novo  | 0 / 21    | Novo    |
|                         | União pela Pátria e pelo Povo     | 59 341    | 1,04 / 100,00   | Novo  | 0 / 21    | Novo    |
|                         | Partido dos Caçadores Gregos      | 57 014    | 1,00 / 100,00   | 0,27  | 0 / 21    | Estável |
|                         | Outros                            | 585 640   | 9,79 / 100,00   |       | 0 / 21    | Estável |
| Votos inválidos         | Votos inválidos                   | 225 724   | 3,80 / 100,00   | 1,25  |           |         |
| Total                   | Total                             | 5 942 196 | 100,00 / 100,00 |       | 21 / 21   | 1       |
| Eleitorado/Participação | Eleitorado/Participação           | 9 907 955 | 59,97 / 100,00  | 7,34  |           |         |
| Fonte                   | Fonte                             | [ 3 ]     | [ 3 ]           | [ 3 ] | [ 3 ]     | [ 3 ]   |